# Rankinia
Rankinia — рід дрібних агамідних рептилій. Згідно з нинішнім визначенням, він є монотипним і містить лише Rankinia diemensis (Gray, 1841). Це ендемік Австралії.

## Поширення й екологія
Зустрічається на височині Нового Південного Уельсу та Вікторії, а також у Тасманії, де це єдиний місцевий агамід. Гірські дракони зустрічаються в сухих лісах і вересовищах з доступом до відкритих місць для засмаги. Вони є яйцекладними і харчуються мурахами та іншими дрібними безхребетними. Вони не піднімаються дуже високо, покладаючись замість цього на камуфляж, щоб уникнути хижаків.

## Опис
Загальне забарвлення від сірого до червонувато-коричневого, з двома рядами світліших паравертебральних смуг або плям, що проходять по спині. Вони можуть мати кремовий колір живота. Особини можуть виростати до 20 см у довжину, хоча середня довжина дещо менша, при цьому самки зазвичай стають більшими за самців. Середня довжина морди до основи хвоста становить 7,5 сантиметрів, але може бути до 9. Вони мають ряд збільшених гоструватих лусочок з кожного боку від основи хвоста.

## Відтворення
Розмножуються влітку, відкладаючи в нору 2–9 яєць.